# دنیلا رامیرز
دنیلا رامیرز (انگلیسی: Daniella Ramirez؛ زادهٔ ۶ اکتبر ۲۰۰۱) شناگر شنای موزون اهل ایالات متحده آمریکا است.
وی در مسابقات کشوری و بین‌المللی در مجموع برندهٔ ۱ مدال نقره شده است.